# Ivan Christian Nielsen
Ivan Christian Nielsen (Copenhague, 1946 - ibid. 2007) fue un paleontólogo y naturalista danés.
Desarrolló actividades académicas en el Dto. de Botánica Sistemática y Biología de la Universidad de Aarhus. En 1966, comenzó a estudiar biología, y después de 2 años de estudio en la Universidad de Copenhague, regresó y obtuvo su grado de maestría en 1976, con una tesis sobre cromosomas en tréboles.
Trabajó en plantas leguminosas, especialmente el género Mimosa, y en particular en el sudeste de Asia e Indonesia. Participó en varias
expediciones a Tailandia junto con el profesor Kai Larsen. Esa investigación dio como resultado a una serie de grandes publicaciones monográficas sobre las floras de Tailandia, Laos, Camboya, Vietnam, Nueva Caledonia, y no menos importante de Indonesia.

## Obra
- 1985. Leguminosae-Mimosoideae. Flora of Thailand 4 (2). Editor The Forest Herbarium, Royal Forest Dep. 92 pp.

- 1981. Légumineuses - Mimosoïdées. Editor Muséum National d'Histoire Naturelle, 153 pp. ISBN 2856541615

- 1980. Notes on Indo-Chinese Mimosaceae. Edición reimpresa

## Honores
Miembro de
- Convención Internacional de los Recursos Genéticos de Roma

- Fundación Internacional para la Ciencia en Estocolmo

- Presidente del Centro de Investigaciones Tropicales, Univ. Aarhus

- Coeditor de la revista nórdica de Botánica
- Coeditor de la Flora de Tailandia

- La abreviatura «I.C.Nielsen» se emplea para indicar a Ivan Christian Nielsen como autoridad en la descripción y clasificación científica de los vegetales.[1]